# Inter Rijswijk
Inter Rijswijk is een volleybalvereniging in Rijswijk. De vereniging is ontstaan door een fusie tussen VC Rijswijk en Inter Amicos in 1996. VC Rijswijk was op 1 juli 1990 ontstaan uit de clubs VSC (VCL/Steenvoorde Combinatie) en Blokkeer. Het eerste herenteam van de vereniging speelde van 2014/15-2017/18 in de Eredivisie.

## Erelijst
| Competitie          | Mannen                                         |
| ------------------- | ---------------------------------------------- |
| Landskampioen       | 1965, 1966, 1967, 1968, 1974, 1976, 1977, 1978 |
| Kampioen Topdivisie | 2014                                           |
| Bekerwinnaar        | 1974, 1976, 1978                               |

1965-1978: Blokkeer